# Vila índia Jamul
La vila índia Jamul de Califòrnia és una reserva índia i una tribu reconeguda federalment de kumeyaays del comtat de San Diego a Califòrnia, coneguts a vegades com a indis de missió.

## Reserva
La vila índia Jamul és una reserva índia federal, situada 10 milles al sud-est d'El Cajon, al sud-est del comtat de San Diego. Té una superfície de sis acres Ningú viu a la reserva encara que hi vivien 20 membres en la dècada de 1970. Fou establerta en 1912.

## Governm
La vila índia Jamul té la seu a Jamul (Califòrnia). Es regeixen per un consell tribal escollit democràticament. Raymond Hunter n'és el president tribal actual.